# Municipio de Marion (condado de Hardin)
El municipio de Marion (en inglés, Marion Township) es un municipio del condado de Hardin, Ohio, Estados Unidos. Tiene una población estimada, a mediados de 2021, de 2294 habitantes.

## Geografía
Está ubicado en las coordenadas 40°41′48″N 83°49′24″O / 40.69667, -83.82333. Según la Oficina del Censo de los Estados Unidos, tiene una superficie total de 86.04 km², de la cual 86.00 km² corresponden a tierra firme y 0.04 km² son agua.

## Demografía
Según el censo de 2020, en ese momento había 2301 personas residiendo en la zona. La densidad de población era de 26.8 hab./km². El 94.65 % de los habitantes eran blancos, el 0.70 % eran afroamericanos, el 0.26 % eran amerindios, el 0.48 % eran asiáticos, el 0.52 % eran de otras razas y el 3.39 % eran de una mezcla de razas. Del total de la población, el 1.74 % eran hispanos o latinos de cualquier raza.

## Gobierno
El municipio está gobernado por una junta de tres administradores (trustees), que en 2022 son Paul Osborn, Robert Underwood y Jeff Thompson.